# Canyon SRAM Racing/Saison 2018
Dieser Artikel listet  die Erfolge des Radsportteams Canyon SRAM Racing in der Saison 2018 auf.

## Mannschaft
| Teamkader 2018         | Teamkader 2018     | Teamkader 2018         | Teamkader 2018              |
| Name                   | Geburtsdatum       | Land                   | Vorheriges Team             |
| ---------------------- | ------------------ | ---------------------- | --------------------------- |
| Alena Amjaljussik      | 6. Februar 1989    | Belarus                | Astana BePink Womens (2014) |
| Alice Barnes           | 17. Juli 1995      | Vereinigtes Königreich | Drops (2017)                |
| Hannah Barnes          | 4. Mai 1993        | Vereinigtes Königreich | UnitedHealthcare (2015)     |
| Elena Cecchini         | 25. Mai 1992       | Italien                | Lotto Soudal Ladies (2015)  |
| Tiffany Cromwell       | 6. Juli 1988       | Australien             | Orica-AIS (2013)            |
| Tanja Erath            | 7. Oktober 1989    | Deutschland            |                             |
| Pauline Ferrand-Prévot | 10. Februar 1992   | Frankreich             | Rabo Liv Women (2016)       |
| Lisa Klein             | 15. Juli 1996      | Deutschland            | Cervélo Bigla (2017)        |
| Katarzyna Niewiadoma   | 29. September 1994 | Polen                  | WM3 (2017)                  |
| Christa Riffel         | 30. Juli 1998      | Deutschland            |                             |
| Alexis Magner          | 18. September 1994 | Vereinigte Staaten     | UnitedHealthcare (2015)     |
| Leah Thorvilson        | 9. Januar 1979     | Vereinigte Staaten     |                             |
| Trixi Worrack          | 28. September 1981 | Deutschland            | AA Drink-Leontien.nl (2011) |
|                        |                    |                        |                             |
| Quelle: UCI            |                    |                        |                             |

## Erfolge
| Siege    | Siege                                                                   | Siege                  | Siege  | Siege                | Siege |
| Datum    | Rennen                                                                  | Staat                  | Klasse | Siegerin             |       |
| -------- | ----------------------------------------------------------------------- | ---------------------- | ------ | -------------------- | ----- |
| 22. Feb. | Setmana Ciclista Valenciana, 1. Etappe                                  | Spanien                | 2.2    | Hannah Barnes        |       |
| 25. Feb. | Setmana Ciclista Valenciana, 4. Etappe                                  | Spanien                | 2.2    | Hannah Barnes        |       |
| 25. Feb. | Setmana Ciclista Valenciana, Gesamtwertung                              | Spanien                | 2.2    | Hannah Barnes        |       |
| 9. Mär.  | Drentse Acht van Westerveld                                             | Niederlande            | 1.2    | Alexis Magner        |       |
| 18. Mär. | Trofeo Alfredo Binda                                                    | Italien                | 1.WWT  | Katarzyna Niewiadoma |       |
| 27. Apr. | Festival luxembourgeois du Cyclisme Féminin Elsy Jacobs, Prolog         | Luxemburg              | 2.1    | Lisa Klein           |       |
| 29. Mai  | Lotto Thüringen Ladies Tour, 2. Etappe                                  | Deutschland            | 2.1    | Elena Cecchini       |       |
| 2. Jun.  | Lotto Thüringen Ladies Tour, 6. Etappe                                  | Deutschland            | 2.1    | Alice Barnes         |       |
| 28. Jun. | Britische Meisterschaften, Einzelzeitfahren der Frauen                  | Vereinigtes Königreich | CN     | Hannah Barnes        |       |
| 29. Jun. | Belarus National Road Cycling Championships - Women ITT                 | Belarus                | CN     | Alena Amjaljussik    |       |
| 30. Jun. | Belarus National Road Cycling Championships - Women RR                  | Belarus                | CN     | Alena Amjaljussik    |       |
| 30. Jun. | Contre-la-montre féminin aux Jeux méditerranéens                        | Spanien                | CC     | Elena Cecchini       |       |
| 21. Jul. | Baloise Ladies Tour, 2. b Etappe                                        | Belgien                | 2.1    | Trixi Worrack        |       |
| 13. Sep. | Tour Cycliste Féminin International de l’Ardèche, 1. Etappe             | Frankreich             | 2.1    | Alexis Magner        |       |
| 16. Sep. | Tour Cycliste Féminin International de l’Ardèche, 5. Etappe             | Frankreich             | 2.1    | Katarzyna Niewiadoma |       |
| 18. Sep. | Tour Cycliste Féminin International de l’Ardèche, Gesamtwertung         | Frankreich             | 2.1    | Katarzyna Niewiadoma |       |
| 23. Sep. | championnat du monde féminin du contre-la-montre par équipes de marques | Österreich             | CM     | Canyon-SRAM Racing   |       |
| 4. Okt.  | Italienische Meisterschaften, Einzelzeitfahren der Frauen               | Italien                | CN     | Elena Cecchini       |       |